# 哈奇馬斯
41°28′15″N 48°48′35″E / 41.47083°N 48.80972°E

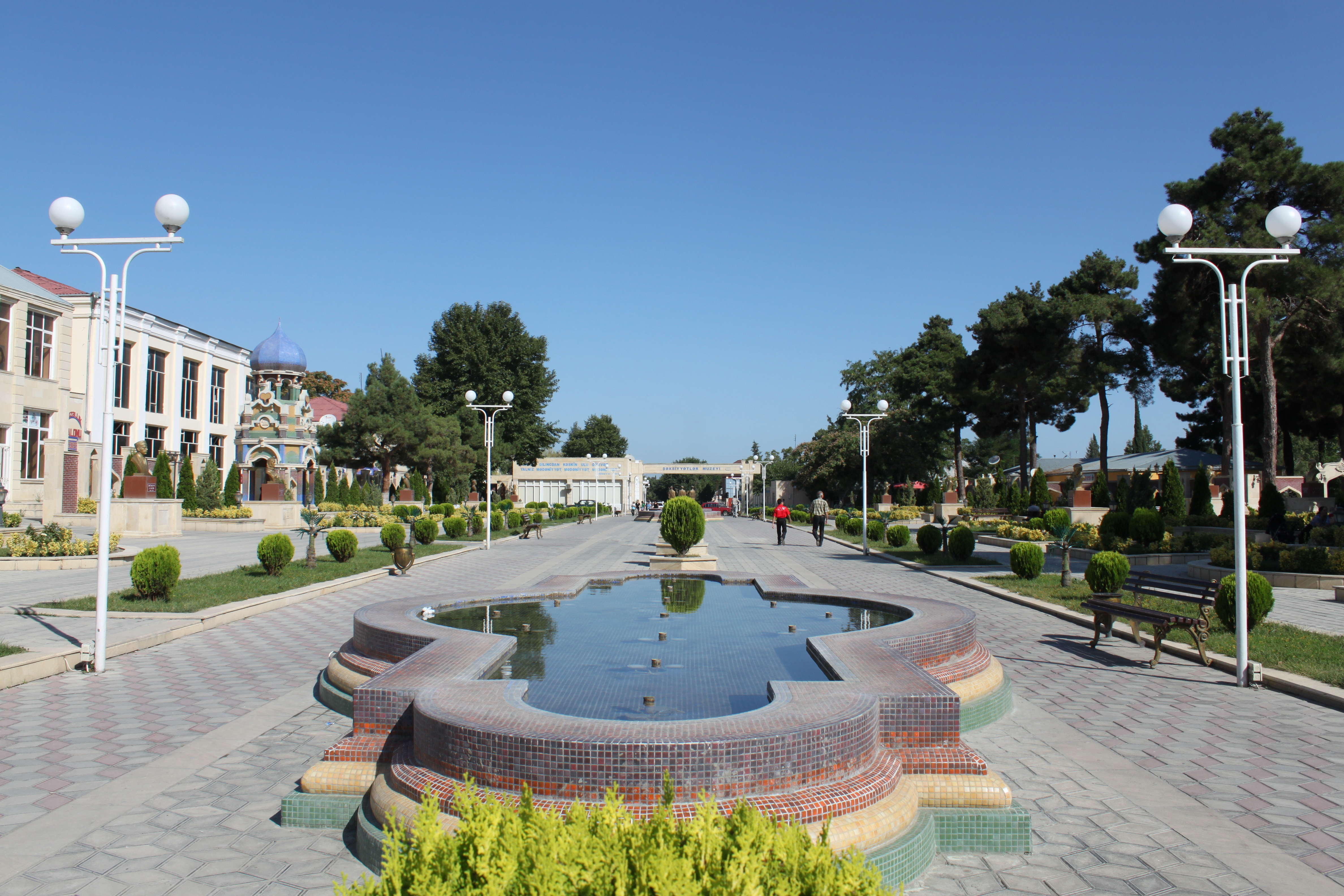
哈奇馬斯

哈奇馬斯是阿塞拜疆的城鎮，也是哈奇馬斯區的首府，位於該國東北部，距離首都巴庫163公里，鎮上有歷史博物館，主要經濟活動有農業、旅遊業和工業，2010年人口約62,900。

## 外部連結
- World Gazetteer: Azerbaijan – World-Gazetteer.com